# Viktor Pasulko
Viktor Vassiliévitch Pasulko (en russe : Виктор Васильевич Пасулько ; en ukrainien : Віктор Васильович Пасулько) est un footballeur soviétique, né le 1er janvier 1961 à Ilnitsya, oblast de Transcarpatie en Ukraine. Il est actuellement entraîneur de football.

## Biographie
En tant que milieu de terrain, il fut international soviétique à 8 reprises pour un but, durant l’année 1988.
Son premier match officiel avec l’URSS fut joué le 2 février 1988 contre l’Italie en match amical, à Bari, qui se solda par une défaite 4 buts à des soviétiques.
Il participa à l’Euro 1988, en RFA. Durant cette compétition, il ne joue pas contre les Pays-Bas, ni contre l’Irlande, ni contre l’Italie. Il fut remplaçant contre l’Angleterre où il inscrit un but à la 73e minute, match gagné 3 buts à 1 par les soviétiques. Il remplaça en finale d’Oleg Protasov.
Il joua dans des clubs soviétiques et allemands. Il remporta avec le Spartak Moscou deux fois le championnat d’URSS en 1987 et en 1989 et une Coupe de la fédération d'URSS de football en 1987, ce qui constitue ses seuls titres en clubs.
Il devient par la suite entraîneur. Il fut sélectionneur de la Moldavie, puis entraîneur du club azéri FK Xəzər Lənkəran et actuellement du club ouzbek du PFK Shurtan Guzar.

## Clubs

### En tant que joueur
- 1978-1979 :  Zakarpattya Oujhorod
- 1980 :  FC Spartak Ivano-Frankivsk
- 1980-1981 :  Karpaty Lviv
- 1981 :  Zakarpattya Oujhorod
- 1982 :  FC Bukovyna Chernivtsi
- 1982-1986 :  Tchernomorets Odessa[1]
- 1987-1989 :  FK Spartak Moscou
- 1990-1993 :  SC Fortuna Cologne
- 1993-1995 :  Eintracht Braunschweig
- 1996-1997 :  ASV Durlach
- 1997-1998 :  Bonner SC
- 1999-2000 :  ASV Durlach

### En tant qu’entraîneur
- 2002-2005 :  Équipe de Moldavie de football
- 2005-2006 :  FK Xəzər Lənkəran
- 2008-2010 :  PFK Shurtan Guzar

- 2010 :  FK Atyraou

## Palmarès

### En tant que joueur
Union soviétique
- Finaliste du championnat d'Europe en 1988.

 Spartak Moscou
- Champion d'Union soviétique en 1987 et en 1989.
- Vainqueur de la Coupe de la fédération soviétique en 1987.